# Голицын, Фёдор Григорьевич
Князь Фёдор Григо́рьевич Голи́цын (1 мая 1819 г. — 9 декабря 1887 г.) — камергер и действительный статский советник из рода Голицыных. Композитор-дилетант, крупный землевладелец Харьковской губернии. Дед князя А. Д. Голицына.

## Биография
Младший сын сенатора князя Григория Сергеевича Голицына и графини Екатерины Соллогуб. Получил домашнее образование и 18 ноября 1836 года поступил на службу унтер-офицером в Кирасирский принца Альберта прусский полк. В феврале 1838 года стал юнкером и в мае 1838 года был произведен в штандарт-юнкеры с переводом в Стародубский кирасирский полк, но уже в сентябре вернулся в прежний полк, где 30 января 1839 года был произведен в корнеты.
В сентябре 1840 года Голицын был назначен полковым адъютантом, 14 июля 1842 года был произведен в поручики, 2 ноября 1844 года уволен в отставку по болезни с чином штабс-ротмистра, после чего поселился в своей харьковской усадьбе Должик. Он служил почетным смотрителем Богодуховского уездного училища (31 марта 1848 г. — 23 марта 1850 г.), почётным попечителем Харьковской гимназии (с декабря 1849 г) и харьковским уездным предводителем дворянства (сентябрь 1861—1870 г.).
9 января 1858 года князь Ф. Г. Голицын получил звание камер-юнкера, а 27 октября 1862 года звание камергера и 30 августа 1869 года был произведен в действительные статские советники.
Ф. Г. Голицын был дважды женат. В первый раз в 1847 году на Марии Михайловне Веселовской (1829—1852) и с З0 января 1853 года на Евдокии Ивановне Зарудной (1832—1920). От первого брака у него было трое сыновей и две дочери, а от второго брака — дочь Варвара (1854—1931) — жена генерала от инфантерии С. М. Духовского, оставившая ценные мемуары.
Умер Ф. Г. Голицын 9 декабря 1887 года в Москве и похоронен в Донском монастыре (фото могилы).

## Музыкальное творчество
Фёдором Григорьевичем Голицыным была написана музыка к следующим романсам, которые были изданы:
- «Её здесь нет» (слова композитора);
- «Она явилась вновь»;
- «Нет, не тебя так пылко я люблю» (слова М. Ю. Лермонтова);
- «Белеет парус одинокий» (слова М. Ю. Лермонтова);
- «Я не хочу, чтоб свет узнал» (слова М. Ю. Лермонтова).